# Coll de la Nantilla
El coll de la Nantilla o pic de la Nantilla és una collada situada a 1.023,7 m alt en el terme comunal de Sant Llorenç de Cerdans, a la comarca del Vallespir (Catalunya del Nord). Està situat a l'extrem sud-est del terme, a prop i al nord-oest del Mas de la Nantilla, en el camí que uneix el Mas de la Nantilla amb el Mas del Noell, passant pel Coll del Noell.